# Xanthomixis apperti
El bulbul de Appert (Xanthomixis apperti) es una especie de ave paseriforme de la familia Bernieridae endémica del suroccidente de Madagascar. Cuando la especie fue descrita en 1972, fue incluida dentro del género Phyllastrephus, pero el análisis filogenético contradijo esa clasificación y la ubicó en clado hermano del género Bernieria, que finalmente se organizó con otras tres especies dentro del género Xanthomixis.

## Descripción
Mide en promedio 15 cm de longitud. El plumaje de las partes superiores es verdoso, con las plumas de vuelo y la cola más oscuras. La corona y la nuca son grisáceas; presenta una ceja pálida de color blanquecino. Garganta blancuzca; pecho y parte superior del abdomen lavados de color durazno a anaranjado. Bajo vientre blanquecino. Pico rosado pálido con el culmen más oscuros, patas de color rosado-grisáceo.

## Comportamiento
La especie es altamente terrestre, se alimenta en el bosque no perturbado, en los arbustos cerca de la tierra y sobre el terreno. Permanece en grupos familiares de hasta 8 aves, a veces en asociación con otras especies, buscando insectos y otros invertebrados pequeños, espigando debajo de las hojas y ramas.

## Distribución y hábitat
Se la ha observado en el bosque caducifolio en el  Parque nacional de Zombitse-Vohibasia (donde la especie fue descubierta) en bosque de montaña siempreverde en Analavelona, Madagascar. Dos ejemplares fueron observados en el bosque espinoso seco de Salary Bay. La deforestación amenaza la especie por destrucción de hábitat.

## Nombre
El nombre común y el nombre científico honran al reverendo Otto Appert, un misionero alemán en Madagascar, quien fue un naturalista aficionado.